# Estelle
Estelle Fanta Swaray, meglio nota semplicemente come Estelle (Londra, 18 gennaio 1980), è una cantautrice, rapper e doppiatrice britannica.
Ha raggiunto la notorietà internazionale nel 2008 con la canzone American Boy, in collaborazione con Kanye West, grazie a cui raggiunge la prima posizione della classifica britannica e ha ottenuto il Grammy Award come Best Rap/Sung Collaboration.
Nel corso della sua carriera ha pubblicato sei album, di cui il secondo intitolato Shine (2008) riscuote il maggior successo nelle classifiche internazionali e in termini di vendite. Ha collaborato inoltre nel singolo One Love di David Guetta, e con numerosi artisti, inclusi John Legend, Natasha Bedingfield, Janelle Monáe, Robin Thicke, Will.i.am, Chris Brown, Rick Ross e Tyler, the Creator. Grazie a ciò ha ricevuto numerosi premi e nomine, tra cui due MOBO Awards, un World Music Award, un BET Awards e nomine ai BRIT Award e MTV Video Music Awards.
Parallelamente alla carriera da cantante solista ha intrapreso quella del doppiaggio, con il personaggio Garnet della serie animata Steven Universe dal 2013, e recitato in serie televisive e film. Dal 2020 conduce il The Estelle Show per Apple Music.

## Biografia e carriera

### 2004-2008:The 18th Day, Shinee il successo conAmerican Boy

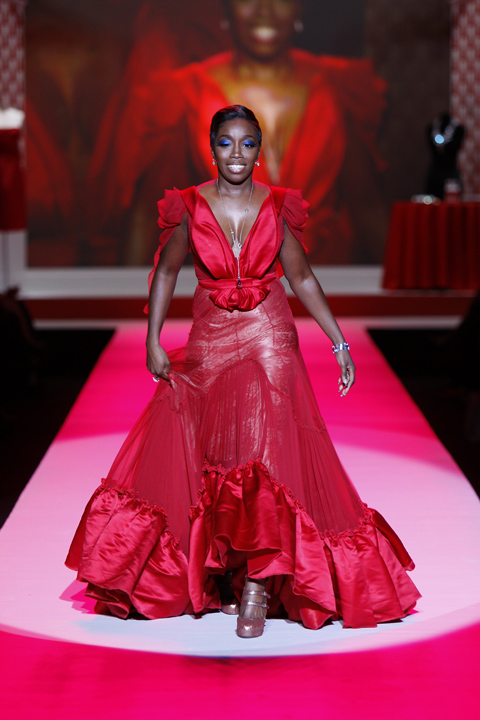
Estelle durante la sfilata per The Heart Truth, nel 2009.

Nata nel quartiere di Hammersmith di Londra da madre senegalese e padre proveniente da Grenada per metà mauritano, è seconda di nove figli. Estelle entra in contatto con la musica cristiana,di influenza soul/gospel, ed africana, seguendo le tradizioni cristiane e delle origini della famiglia. Nonostante ciò spazia i propri gusti musicali verso il rap e l'hip hop. Dopo aver lavorato in un negozio di dischi hip hop di Londra, a vent'anni decide di intraprendere la carriera musicale esibendosi in numerosi locali londinesi, riuscendo a duettare con Rodney P e Manuva. Il connazionale Skitz le ha chiesto di apparire sul suo album, Countryman, approdando successivamente su album di artisti come The 57th Dynasty e Blak Twang. Contemporaneamente, durante un soggiorno a Los Angeles,  incontra Kanye West in un ristorante. Presentatasi chiese al cantante di introdurla a John Legend, riuscendovi.
Dopo l'incontro avvenuto negli Stati Uniti, John Legend decise di collaborare nel il suo primo progetto discografico di Estelle, intitolato The 18th Day. L'album tuttavia non ha riscontrato un notevole successo rimanendo nella classifica britannica per sole due settimane, raggiungendo la posizione numero 35. Vengono rilasciati due singoli, "1980" e "Free", che debuttano nella Top15 della UK Singles Charts e alla prima posizione della UK Indie Singles Chart. Tra il 2004 e il 2006 pubblica il terzo estratto "Go Gone" e collabora con diversi artisti, tra cui nella traccia "Drop Me in the Middle" contenuta nell'album Unwritten di Natasha Bedingfield e con Kardinal Offishall e la band britannica Faithless.

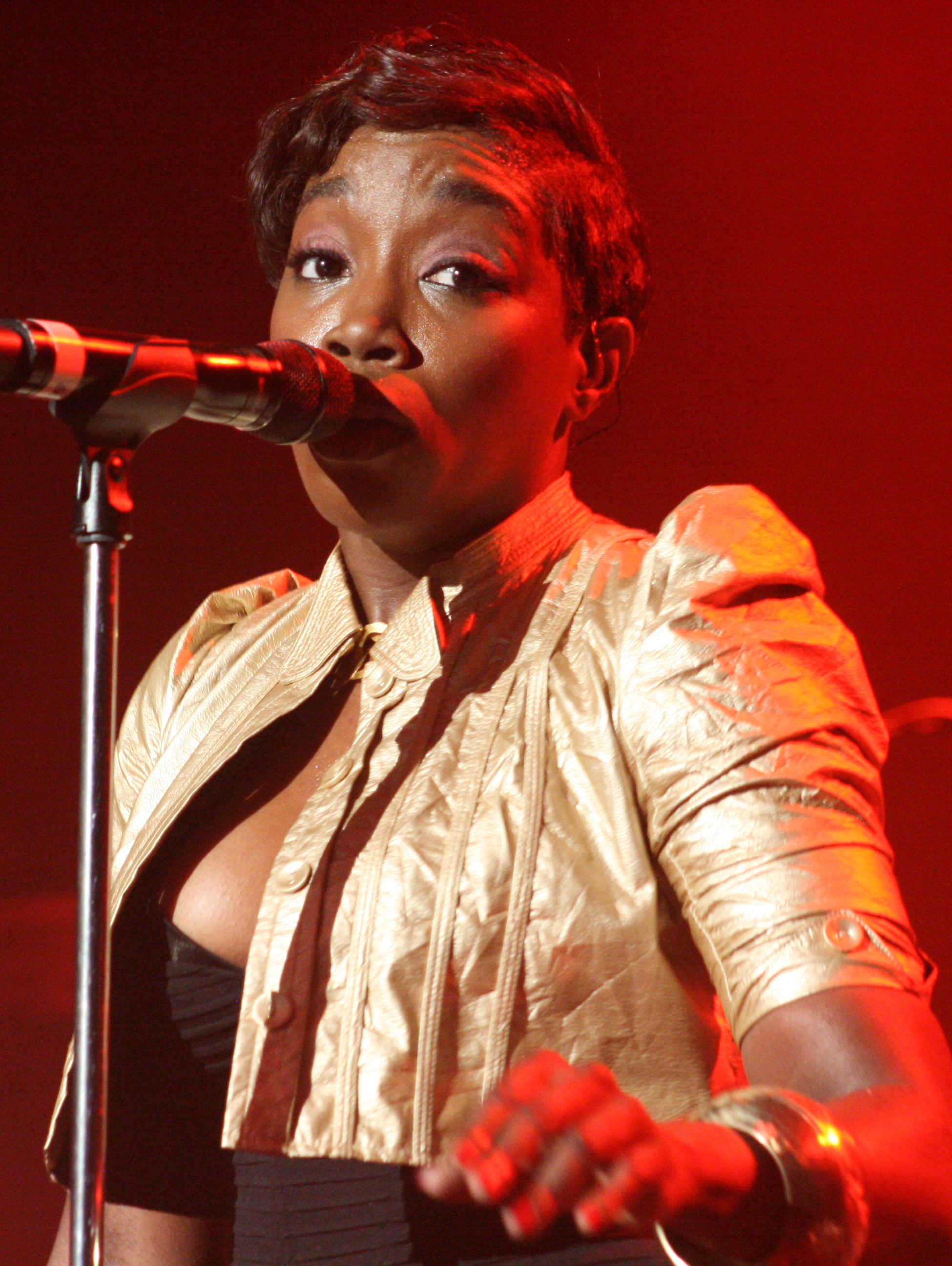
Estelle nel 2009

Dal 2006 firma un contratto con la Atlantic Records e ottiene la conferma per la realizzazione del suo secondo album che vedrà la partecipazione di artisti come will.i.am, Wyclef Jean, Mark Ronson, Cee-Lo, Swizz Beatz, e John Legend. L'album, intitolato Shine, viene rilasciato nella primavera del 2008 e diviene ad oggi il suo progetto discografico di maggior successo, debuttando alla sesta posizione della classifica del Regno Unito e della US Top R&B/Hip-Hop Albums. L'album raggiunge la posizione numero 38 della Billboard 200 e 26 della European Top 100 Albums, vendendo oltre 230 000 copie negli Stati Uniti e ricevendo la certificazione di disco d'oro in madrepatria. Nell'album è presente anche Kanye West nel brano "American Boy" che diviene il singolo di maggior successo internazionale della cantante, arrivando nelle Top10 di ventiquattro classifiche europee e oltreoceano, tra cui la prima posizione nella European Hot 100 Chart e UK Singles Charts, dove rimane per quattro settimane consecutive. Raggiunge inoltre la nona posizione della Billboard Canadian Hot 100 e della Billboard Hot 100, ricevendo la doppia certificazione di platino negli Stati Uniti, con un totale di oltre 4 milioni di copie vendute in tutto il mondo. Il successo fa ottenere alla cantante numerose nomine, tra cui due ai BRIT Award e una agli MTV Video Music Awards e ai NAACP Image Award, e ricevendo due nomine ai Grammy Awards come Song of the Year, e vincendo nella categoria Best Rap/Sung Collaboration. Estelle vince inoltre due MOBO Awards, tra cui Best UK Female Artist, e il Best New Artist ai World Music Award. Successivamente vengono estratti i singoli "Come Over" con Sean Paul e "No Substitute Love", che riscuotono un successo inferiore alla precedente hit.

### 2009-2015:All of Me, True Romancee nuovi progetti

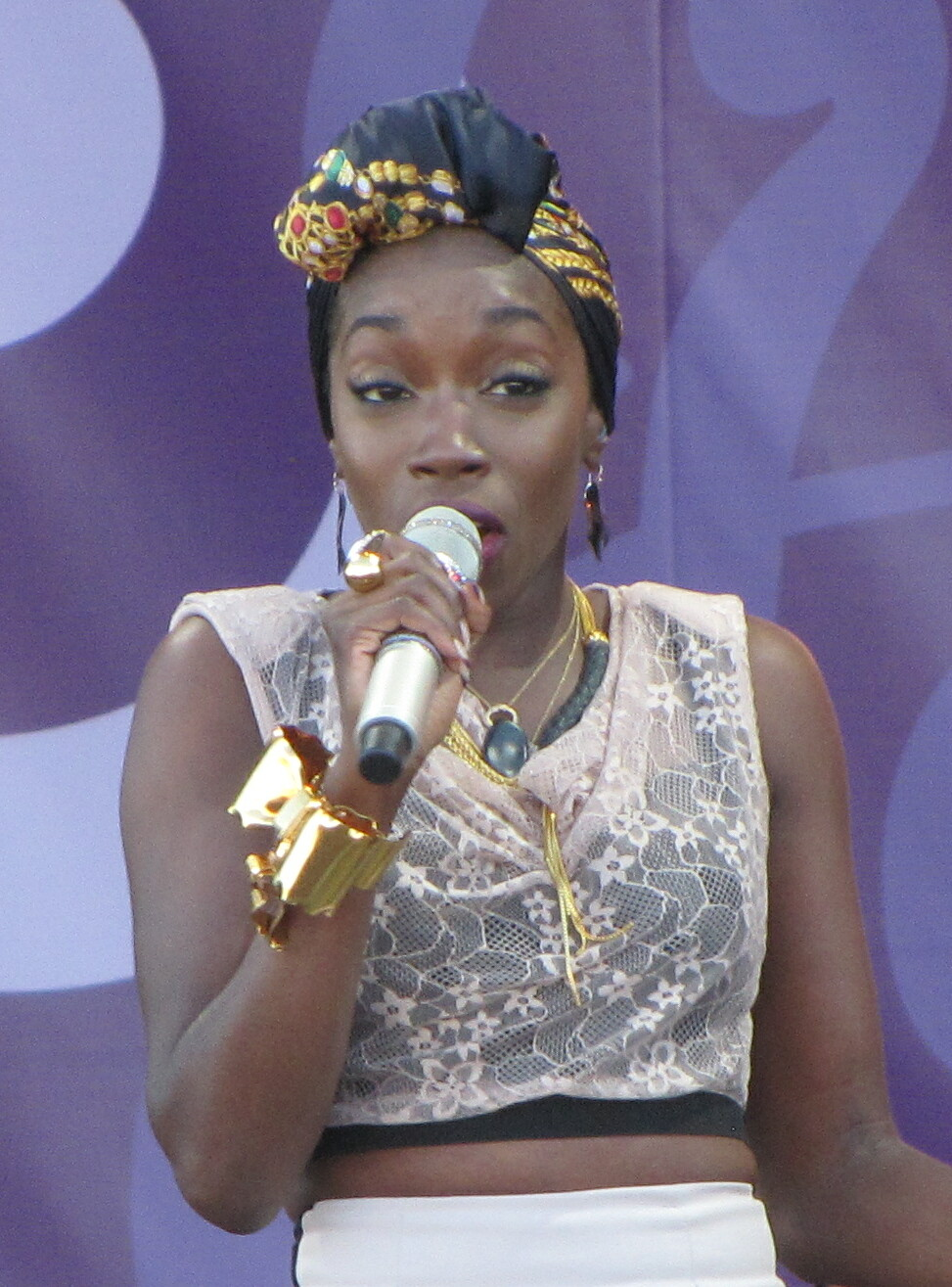
Estelle in una performance al Pori Jazz Festival a Pori in Finlandia nel 2012.

Durante il 2009 ha proseguito la propria carriera duettando con numerosi artisti, tra cui David Guetta in "One Love", divenendo il primo numero uno della cantante nella US Hot Dance Club Songs, e con Robin Thicke in "Rollacosta", e ha pubblicato i singoli "Freak" e "Fall in Love", incisi rispettivamente insieme a Kardinal Offishall e Nas. Ha racchiuso i singoli precedentemente rilasciati nel suo terzo album di inediti che vedono ulteriori collaborazioni con Janelle Monáe, Chris Brown e Rick Ross, intitolato All of Me uscito nel 2012. Il progetto discografico riesce solamente ad entrare alla posizione 28 della Billboard 200 e alla nona della US R&B/Hip-Hop Albums, senza entrare nella classifica degli album del Regno Unito ed Europei. Dopo il primo singolo "Break My Heart", rilascia il brano R&B "Thank You", che debutta alla prima posizione della US Adult R&B Songs e cento della Billboard Hot 100. Quest'ultimo brano riceve la nomina come Best R&B Performance ai Grammy Awards del 2013.
Nel 2013 fonda la propria casa discografia indipendente in collaborazione con la BMG, per la quale la cantante fa parte dei compositori ed autori. Inoltre a partire dal 2013 ottiene un ruolo da doppiatrice prestando la voce a Garnet nella serie Steven Universe. Nel febbraio del 2015 esce il suo quarto album True Romance, preceduto dai singoli Make Her Say (Beat It Up) e Conqueror.

### 2016-presente:Lovers Rock,Stay Alta, collaborazioni e la carriera cinematografica
Tra il 2016 e il 2019 Estelle intraprende parallelamente alla carriera del doppiaggio quella da attrice, intervenendo in ulteriori episodi della serie televisiva Empire e recitando nei film Il viaggio delle ragazze - Girls Trip e Back to the Goode Life. Nel 2019 viene inoltre terminata la serie animata Steven Universe e aggiornata nella nuova serie Steven Universe Future, nel quale presta voce sempre al personaggio animato Garnet.
Contemporaneamente collabora in tre tracce dell'album HERoes Act 2 della rapper e cantautrice australiana Sampa the Great e conferma la pubblicazione del suo quinto album in studio nel 2018. L'album di ispirazione reggae viene rilasciato il 7 settembre 2018 con il titolo Lovers Rock, promosso dai singoli "Love Like Ours" e "Better". Nel 2019 è presente nella colonna sonora dal film Steven Universe: il film e nel 2020 è presente nella traccia Untrapped dell'album omonimo del rapper Yo Gotti. Sempre nel 2020 recita nel film Netflix Relazione pericolosa (Fatal Affair). Dal 2020 conduce su il The Estelle Show per Apple Music.
Nel maggio 2025 pubblica il sesto album in studio Stay Alta.

## Discografia
- 2004 – The 18th Day
- 2008 – Shine
- 2012 – All of Me
- 2015 – True Romance
- 2018 – Lovers Rock
- 2025 – Stay Alta

## Filmografia

### Film
- Beyond the Lights - Trova la tua voce (Beyond the Lights), regia di Gina Prince-Bythewood (2014)
- Il viaggio delle ragazze (Girls Trip), regia di Malcolm D. Lee (2017)
- Relazione pericolosa (Fatal Affair), regia di Peter Sullivan (2020)
- Venus as a Boy, regia di  Ty Hodges (2021)

### Televisione
- Steven Universe – serie TV, 106 episodi (2013–2019) – voce
- Steven Universe: Future  – serie TV, 10 episodi (2019–2020) – voce
- Empire – serie TV, episodi 1x09–3x13 (2015–2017)
- OK K.O.! – serie TV, episodio 2x22 (2018) – voce
- Siamo solo orsi – serie TV, episodi 4x14–4x27 (2018–2019) – voce
- Steven Universe: il film (Steven Universe: The Movie), regia di Rebecca Sugar – film TV (2019) – voce

### Web
- The Estelle Show – Talk show, 500 episodi (dal 2020) – conduttrice

## Doppiatrici italiane
Nelle versioni in italiano dei suoi film, Estelle è stata doppiata da:
- Valentina Favazza in Steven Universe, Beyond the Lights - Trova la tua voce
- Eleonora Reti in Empire